# Anemone berlandieri
Anemone berlandieri är en ranunkelväxtart som beskrevs av George August Pritzel. Anemone berlandieri ingår i släktet sippor, och familjen ranunkelväxter. Inga underarter finns listade i Catalogue of Life.